# Scutellaria alta
Scutellaria alta là một loài thực vật có hoa trong họ Hoa môi. Loài này được M.E.Jones miêu tả khoa học đầu tiên năm 1908.